# Prunus huantensis
Prunus huantensis — південноамериканське дерево, що росте в гірських лісах Перу, Еквадору та Колумбії. Можливо, таксон є синонімом Prunus brittoniana.

## Поширення та середовище існування
Prunus huantensis можна знайти в гірських лісах на висоті 2500–3500 метрів від південної Колумбії до центрального Перу.

## Опис
Це кущ або дерево заввишки до 27 метрів з коричневими гілочками. Листя завдовжки 6,5–17 сантиметрів, завширшки 3,5–7 см; яйцеподібне, із заокругленою основою; жорстке, шкірясте; коротко зубчасте. Квітки розташовані у видовженій китиці завдовжки до 17 см; чашолистки завдовжки 1 мм; пелюстки в довжину до 3 міліметрів. Плоди чорні, кулясті, до 1,9 см ушир.